# Poppins
Poppins è il secondo album del cantautore italiano Renzo Rubino, pubblicato il 14 febbraio 2013 da Warner Music Italy.

## Il disco
Poppins è stato pubblicato il 14 febbraio 2013, ossia durante la partecipazione di Rubino alla 63 edizione del Festival di Sanremo. L'album contiene Il postino (amami uomo), singolo con il quale il cantautore ha vinto il premio della critica per la sezione giovani al Festival di Sanremo 2013.

## Tracce
1. Balletto telefonico – 2:58
2. Lulù – 4:37
3. Paghi al kg – 3:47
4. L'ape il toro e la vecchia – 4:23
5. Il postino (amami uomo) – 3:44
6. Bignè – 2:26
7. Eri bellissima – 2:53
8. Pop – 2:39
9. Milioni di scintille – 3:39
10. Zoom – 3:37
11. Il tempo del rock – 4:35
12. L'altalena blu – 5:47

## Classifiche
| Classifica (2013) | Posizione massima |
| ----------------- | ----------------- |
| Italia            | 51                |